# Concha Velasco
Pour les articles homonymes, voir Velasco.
Concepción Velasco Varona, mieux connue sous son prénom Concha ou encore  Conchita Velasco, née à Valladolid le 29 novembre 1939 et morte à Majadahonda le 2 décembre 2023, est une actrice, chanteuse, danseuse et présentatrice de télévision espagnole.
Elle est aussi la tante de Manuela Velasco qui joue dans la série Velvet ainsi que dans la trilogie REC.

## Biographie
En 1969, elle rencontre le producteur de théâtre Francisco Marsó, connu sous le prénom de Paco. Ils se marient en 1976 et ont un enfant. En 2005, ils se séparent et obtiennent le divorce 5 ans plus tard. En novembre 2010, Paco meurt. Pendant les derniers mois, à cause de la mort de Paco et de ses problèmes avec le fisc, la vie personnelle de Concha est exposée à la télévision. Pour combattre cette situation, en 2010, elle publie un livre de cuisine intitulée « Concha Velasco entre fogones » (Concha Velasco aux fourneaux).
En 1987, elle reçoit la Médaille d'or du mérite des beaux-arts du Ministère de l'Éducation, de la Culture et des Sports espagnol.

## Cinéma
À l’âge de 15 ans, elle obtient son premier rôle dans le film «La reina mora (1954)». Après cette interprétation, elle travaille dans plusieurs films comme «La fierecilla domada (1956)» Las chicas de la Cruz Roja, interprétation supposée son rôle le plus important.
En 1965, elle joue un rôle dans le film « Historias de la télévision » qui exige qu’elle chante une chanson intitulée «La Chica ye yé». À partir de cette interprétation, elle se fait connaître sous le surnom de « La Chica ye yé », et elle commence à avoir du succès comme chanteuse.
Pendant les années 1960 et 1970, elle joue plusieurs rôles, elle travaille avec les grands acteurs de l’époque : Alfredo Landa, Jose Luis López Vázquez, Tony Leblanc, Antonio Ozores.
Elle est sélectionnée aux Goya pour son rôle dans le  film « Mas allá del jardín (1996)»
En 2014, elle reçoit un Goya d'honneur pour l'ensemble de sa carrière.

## Théâtre
En 1986, elle prépare le music-hall ! «Mama quiero ser artista»,  un succès qui lui apporte une très grande popularité.
En 2009, elle joue un rôle très important dans l’œuvre La Vida por delante au théâtre Goya de Barcelone.

## Télévision
Elle débute en 1960, à TVE avec le programme « TVE Estudio ».
En 1985-1986 et en 1987 elle présente le programme spécial de fin d’année.
Elle reconnaît que quelquefois elle a dû accepter des petits rôles pour la télévision et aussi pour pouvoir financier ses projets théâtraux.
Ses dernières parutions sont dans les séries « Herederos (2008) », « Las Chicas de Oro (2010) » et Grand Hôtel (2011). Grâce à son interprétation dans la série Herederos, elle gagne le prix « Unión de Actores ».

## Filmographie
- Malasaña 32 (2020)
- Las chicas del cable (2020)
- Las chicas del cable (2019)
- Las chicas del cable (2018)
- Las chicas del cable (2017)
- B & B (2006)
- Bienvenido a casa (2005)
- El Oro de Moscú (2002)
- Sólo yo sé tu nombre (2001)
- Km. 0 (2000)
- París Tombuctú (1999)

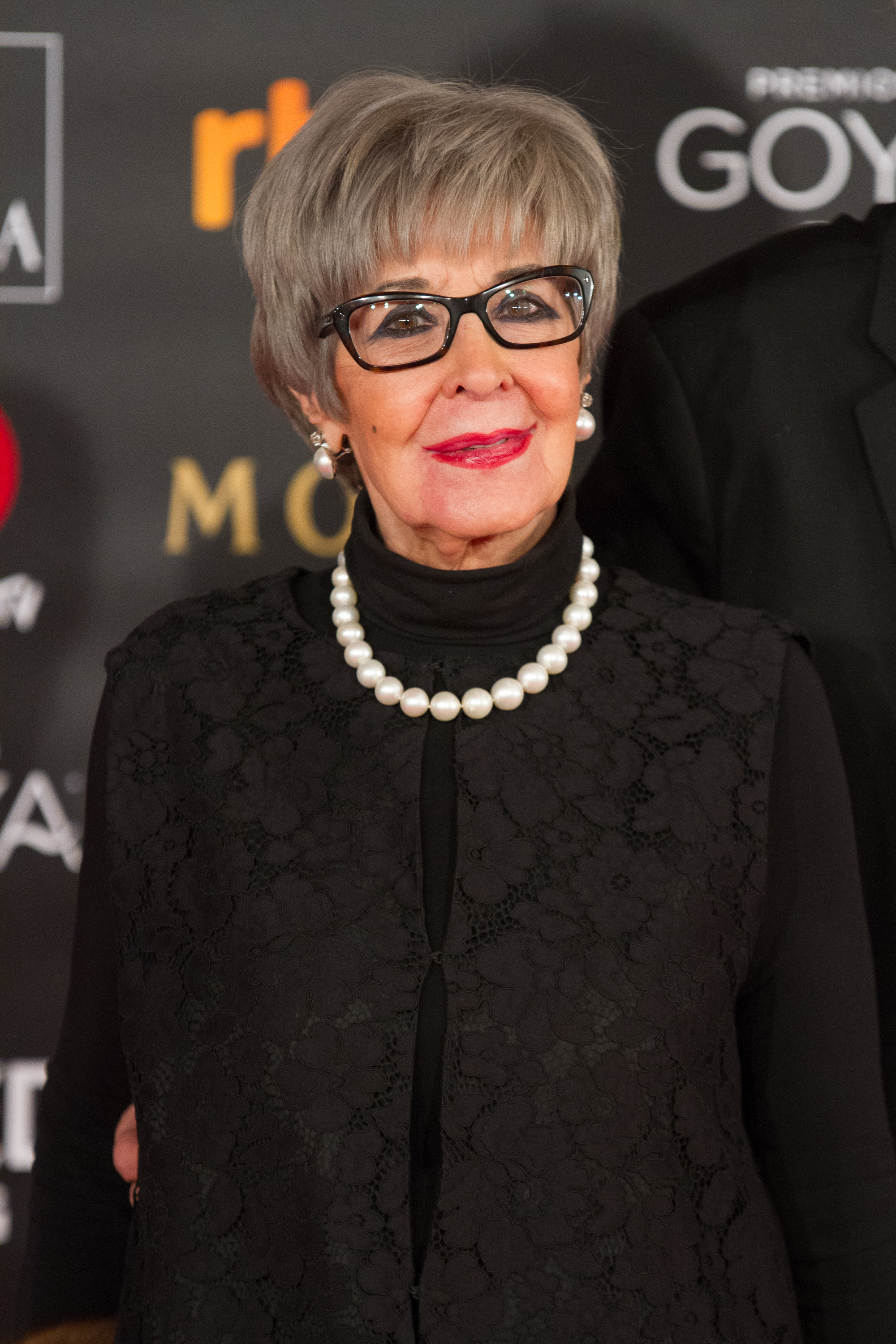
Concha Velasco en 2018.

- Sombras y luces. Cien años de cine español (1996)
- Más allá del jardín (1996)
- Yo me bajo en la próxima... ¿y usted? (1992)
- Le Marquis d'Esquilache (1989)
- 1985 : L'Heure des sortilèges (La hora bruja) de Jaime de Armiñán
- La Ruche (1982)
- Ernesto (1979)
- Cinco tenedores (1979)
- Jaque a la dama (1978)
- Esposa y amante (1977)
- Libertad provisional (1976)
- Las largas vacaciones del 36 (1976)
- Un lujo a su alcance (1975)
- Pim, pam, pum... ¡fuego! (1975)
- Yo soy fulana de tal (1975)
- Mi mujer es muy decente, dentro de lo que cabe (1974)
- Tormento (1974)
- El Love Feroz o cuando los hijos juegan al amor (1973)
- El amor empieza a medianoche (1973)
- Venta por pisos (1972)
- Roses rouges et piments verts (No encontré rosas para mi madre) (1972)
- Préstame quince días (1971)
- Me debes un muerto (1971)
- En un lugar de La Manga (1970)
- Después de los nueve meses (1970)
- La decente (1970)
- Juicio de faldas (1969)
- Matrimonios separados (1969)
- Cuatro noches de boda (1969)
- Los que tocan el piano (1968)
- Relaciones casi públicas (1968)
- Una vez al año, ser hippy no hace daño (1968)
- Las que tienen que servir (1967)
- María y la otra (1967)
- Pero... ¿en qué país vivimos? (1967)
- El arte de casarse (1966)
- Hoy como ayer (1966)
- El arte de no casarse (1966)
- Viaje de novios a la italiana (1965)
- Susana (1965)
- Historias de la televisión (1965)
- Casi un caballero (1964)
- La verbena de la Paloma (1963) (adaptation de la zarzuela La verbena de la Paloma)
- La boda era a las doce (1963)
- Las chicas de la Cruz Roja (1962)
- Sabían demasiado (1962)
- Martes y trece (1961)
- Trampa para Catalina (1961)
- La paz empieza nunca (1960)
- Julia y el celacanto (1960)
- Amor bajo cero (1960)
- Vida sin risas (1959)
- Crimen para recién casados(1959)
- Los tramposos (1959)
- El día de los enamorados(1959)
- Muchachas de vacaciones(1957)
- Mensajeros de paz (1957)
- Los maridos no cenan en casa (1956)
- Dos novias para un torero (1956)
- La fierecilla domada (1956)
- El bandido generoso (1954)
- La reina mora (1954)

## Théâtre
- "Filomena Marturano" (2006)
- "Inés desabrochada" (2003)
- "Hello, Dolly" (2001)
- "Las manzanas del viernes" (1999)
- "La rosa tatuada" (1997)
- "La truhana" (1992)
- "Carmen, Carmen" (1988)
- "Mamá, quiero ser artista" (1986)
- "Yo me bajo en la próxima... ¿y usted?" (1981)
- "Filomena Marturano" (1979)
- "Las arrecogidas del beteario de Santa María Egipcíaca" (1977)
- "Las cítaras colgadas de los árboles" (1974)
- "Abelardo y Eloísa" (1972)
- "La llegada de los dioses" (1970)
- "El alma se serena" (1969)
- "Una chica en mi sopa" (1967)
- "El cumpleaños de la tortuga" (1966)
- "Don Juan Tenorio" (1966)
- "Elena para los miércoles" (1965)
- "Las que tienen que servir" (1962)
- "The boyfriend" (1962)
- "Los derechos de la mujer" (1961)
- "Ven y ven al Eslava" (1959)

## Télévision
- 2011 - 2013 : Grand Hôtel : Doña Angela (39 épisodes)
- 2016 : Velvet : Doña Petra (5 épisodes)
- 2017 - 2020 : Les Demoiselles du téléphone : Doña Carmen Cifuentes (33 épisodes)
- “Mi abuelo es el mejor” (2005)
- “Motivos personales”  (2005)
- “Las cerezas del cementerio” (2005)
- “Arroz y tartana” (2003)
- “Tiempo al tiempo” (2001)
- “Compañeros” (2000)
- “Sorpresa, sorpresa” (1999)
- “Mamá quiere ser artista” (1997)
- “Yo, una mujer” (1996)
- “Encantada de la vida” (1993)
- “Queridos padres” (1992)
- “Querida Concha” (1992)
- “Viva el espectáculo” (1991)
- “Especiales Fin de Año” (1985-86-87)
- “La comedia musical española” (1985)
- “Teresa de Jesús”  (1984)
- “¿Quiere usted jugar con mí?” (1975)
- “Las brujas de Salem” (1973)
- “Una muchachita de Valladolid” (1973)
- “Marea baja” (1971)
- “Don Juan Tenorio” (1969)
- “La alondra” (1969)
- “La dama del alba” (1965)